# Oberamt Schorndorf

Karte der württembergischen Oberämter, Stand 1926

Das Oberamt Schorndorf war ein württembergischer Verwaltungsbezirk (auf beigefügter Karte Nr. 48), der 1934 in Kreis Schorndorf umbenannt und 1938 aufgelöst wurde. Die Gemeinden wurden hauptsächlich dem Landkreis Waiblingen zugeordnet, der seinerseits durch die Kreisreform 1973 im Rems-Murr-Kreis aufging. Allgemeine Bemerkungen zu den württembergischen Oberämtern siehe Oberamt (Württemberg).

## Geschichte

Oberamt Schorndorf, Gebietsstand 1813, mit den früheren Herrschafts- und Ämtergrenzen
Legende

Bereits im 14. Jahrhundert war die Stadt Schorndorf Hauptort einer württembergischen Vogtei, die teils aus altem Hausgut um Beutelsbach, teils aus ehemals staufischem Besitz bestand. Das hieraus entstandene Amt Schorndorf, ab 1758 Oberamt, erhielt 1807 Zuwachs durch einen Teil des aufgehobenen Klosteramts Adelberg, musste andererseits Rudersberg und Plüderhausen ans Oberamt Welzheim sowie Endersbach, Großheppach und Strümpfelbach ans Oberamt Waiblingen abgeben. Nachbarn des von 1818 bis 1924 dem Jagstkreis zugeordneten Bezirks waren nach der Neuordnung die Oberämter Welzheim, Eßlingen, Göppingen, Cannstatt und Waiblingen.

### Ehemalige Herrschaften
1813, nach Abschluss der Gebietsreform, setzte sich der Bezirk aus Bestandteilen zusammen, die im Jahr 1800 zu folgenden Herrschaften gehört hatten:
- Herzogtum Württemberg
Die meisten Orte gehörten zum weltlichen Oberamt Schorndorf. Zum Klosteramt Adelberg zählten Hundsholz, Oberberken, Steinenberg, Buhlbronn, Miedelsbach, Birken- und Vorderweißbuch sowie Teile von Asperglen und Necklinsberg.
- Reichsritterschaft
Beim Ritterkanton Kocher der schwäbischen Ritterschaft war Aichelberg, als ellwangisches Lehen im Besitz der Freiherren vom Holtz, immatrikuliert.

## Gemeinden

### Einwohnerzahlen 1849
Folgende Gemeinden waren 1851 dem Oberamt Schorndorf unterstellt:
| frühere Gemeinde            | Einwohnerzahl 1849 | Einwohnerzahl 1849 | heutige Gemeinde |
| frühere Gemeinde            | evangel.           | kathol.            | heutige Gemeinde |
| --------------------------- | ------------------ | ------------------ | ---------------- |
| Schorndorf                  | 3966               | 5                  | Schorndorf       |
| Aichelberg                  | 713                | –                  | Aichwald         |
| Asberglen 1                 | 733                | 1                  | Rudersberg       |
| Baiereck                    | 449                | 7                  | Uhingen          |
| Baltmannsweiler             | 943                | 2                  | Baltmannsweiler  |
| Beutelsbach                 | 1770               | 7                  | Weinstadt        |
| Buhlbronn                   | 456                | –                  | Schorndorf       |
| Geradstetten                | 1877               | –                  | Remshalden       |
| Grunbach                    | 1347               | 2                  | Remshalden       |
| Haubersbronn                | 1005               | 1                  | Schorndorf       |
| Hebsack                     | 808                | –                  | Remshalden       |
| Hegenlohe                   | 360                | –                  | Lichtenwald      |
| Höslinswart 2               | 619                | 12                 | Berglen          |
| Hohengehren                 | 776                | 8                  | Baltmannsweiler  |
| Hundsholz 3                 | 952                | 2                  | Adelberg         |
| Ober-Berken                 | 537                | –                  | Schorndorf       |
| Ober-Urbach                 | 2146               | 2                  | Urbach           |
| Rohrbronn                   | 375                | –                  | Remshalden       |
| Schlichten                  | 284                | –                  | Schorndorf       |
| Schnaith                    | 2042               | –                  | Weinstadt        |
| Schornbach                  | 975                | 1                  | Schorndorf       |
| Steinenberg mit Miedelsbach | 1539               | 2                  | Rudersberg       |
| Thomashardt                 | 439                | –                  | Lichtenwald      |
| Unter-Urbach                | 1036               | –                  | Urbach           |
| Vorder-Weißbuch             | 664                | –                  | Berglen          |
| Weiler                      | 1052               | 4                  | Schorndorf       |
| Winterbach                  | 2357               | 20                 | Winterbach       |
| Im Ganzen                   | 30220              | 76                 |                  |

### Änderungen im Gemeindebestand seit 1813

Gemeinden und Markungen um 1860

Nachdem die Verfassung von 1819 die Grundlage für die kommunale Selbstverwaltung bereitet hatte, konstituierten sich aus den „Schultheißereien“ die Gemeinden im modernen Sinne.
1819 trennten sich Asperglen, Buhlbronn und Vorderweißbuch von ihrer Muttergemeinde Steinenberg. Auch Hößlinswart, das bisher zu Schornbach gehörte, wurde zur selbständigen Gemeinde erhoben. Aus der Schultheißerei Urbach entstanden die beiden Gemeinden Oberurbach und Unterurbach.
1824 wurden Baiereck und Oberberken von Hundsholz getrennt und zu selbständigen Gemeinden erhoben. Schlichten wurde von Thomashardt nach Winterbach umgemeindet.
1825 wurde Hegenlohe von Thomashardt getrennt und zur selbständigen Gemeinde erhoben.
1828 wurde Rohrbronn, das zunächst zu Hebsack, dann zu Winterbach gehört hatte, zur selbständigen Gemeinde erhoben.
1842 wurde die Gemeinde Aichschieß (mit Krummhardt) vom Oberamt Schorndorf zum Oberamt Eßlingen versetzt. Dabei wurde Baach von Aichschieß getrennt und der Gemeinde Schnait zugeteilt.
1849 wurde Schlichten von Winterbach getrennt und zur selbständigen Gemeinde erhoben.
1856 wurde Miedelsbach von Steinenberg getrennt und zur selbständigen Gemeinde erhoben.
Um 1860 wurde der Metzlinsweiler Hof von Haubersbronn nach Buhlbronn umgemeindet.
1926 wurde die Nassachmühle von Baiereck nach Uhingen (Oberamt Göppingen) umgemeindet.
1932 wurde Kottweil von Schornbach nach Steinach (Oberamt Waiblingen) umgemeindet.

## Amtsvorsteher
Die Oberamtmänner des Oberamts Schorndorf ab 1803:
- 1803–1819: Carl Christian Hiemer
- 1819–1827: Karl August Golther
- 1827–1828: Conrad Christoph Preu (Amtsverweser)
- 1828–1831: Eberhard Christian Heigelin
- 1831–1860: Friedrich von Stroelin
- 1860–1869: Eberhard Friedrich Zais
- 1870–1875: Friedrich von Schindler
- 1876–1888: Albert Friedrich Baun
- 1888–1896: Alfred Kinzelbach
- 1896–1919: Albert Lebküchner
- 1919–1924: Emil Schmid
- 1925–1929: Max Hoß
- 1929–1933: Otto Barth
- 1933–1936: Theodor Schenk
- 1936–1938: wegen Aufhebung nur noch Besetzung mit Amtsverwesern